# Pavarolo
 Pavarolo  (piemonti nyelven  Pavareul ) egy olasz község  Piemont régióban, Torino megyében.

## Elhelyezkedése

Pavarolo község Torino megye térképén

A vele határos települések: Baldissero Torinese, Castiglione Torinese, Chieri, Gassino Torinese és Montaldo Torinese.

## Testvérvárosok
- Le Cheylas, Franciaország